# Peter Orry
Peter Orry (født 25. maj 1961) er journalist og ansvarshavende chefredaktør for JydskeVestkysten/Jysk Fynske Medier.
Peter Orry blev uddannet fra Danmarks Journalisthøjskole i 1985 og havde forinden været praktikant på det daværende dagblad Vestkystens redaktion i Haderslev.
Fra slutningen af 1985 og frem til 1998 var han sportsredaktør på først Vestkysten og efter fusionen med Jydske Tidende i 1991 også på JydskeVestkysten. Derefter fungerede han som nyhedsredaktør sammesteds, inden han i 2000 blev udnævnt til journalistisk chefredaktør for avisen.
Blev i 2010 konstitueret som chefredaktør og administrerende direktør for JydskeVestkysten/Syddanske Medier, hvor han efterfulgte Mikael Kamber. Blev samme år fastansat på posten. 
Peter Orry har sideløbende med sit daglige arbejde i mediehuset gennemført uddannelsen som master i redaktionel ledelse på Syddansk Universitet, hvor han tog sin afgangseksamen i 2008.
Privat
Peter Orry bor sammen med sin hustru og parrets to børn i Andrup ved Esbjerg.